# 毛ばたき

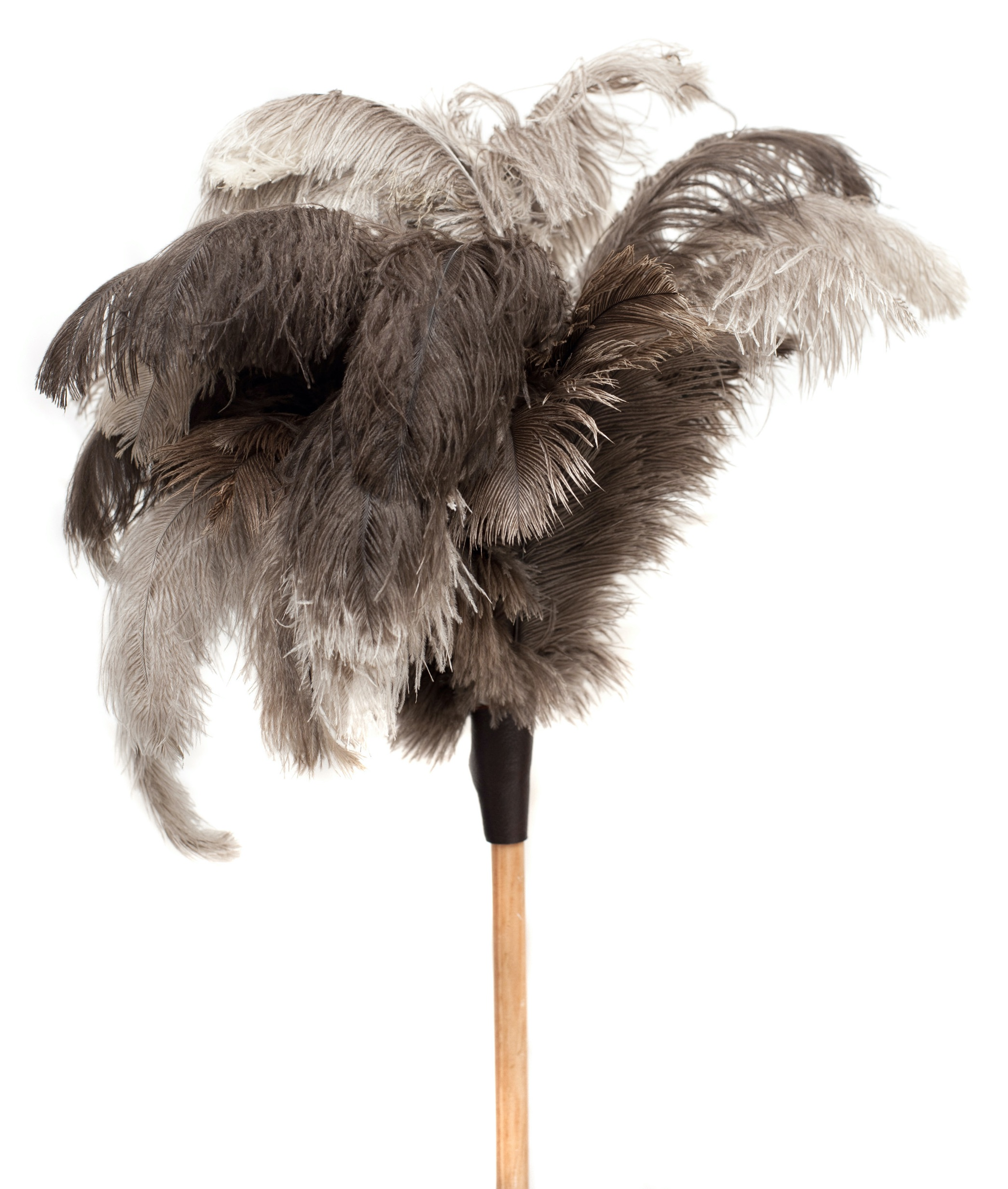
ダチョウ毛ばたき

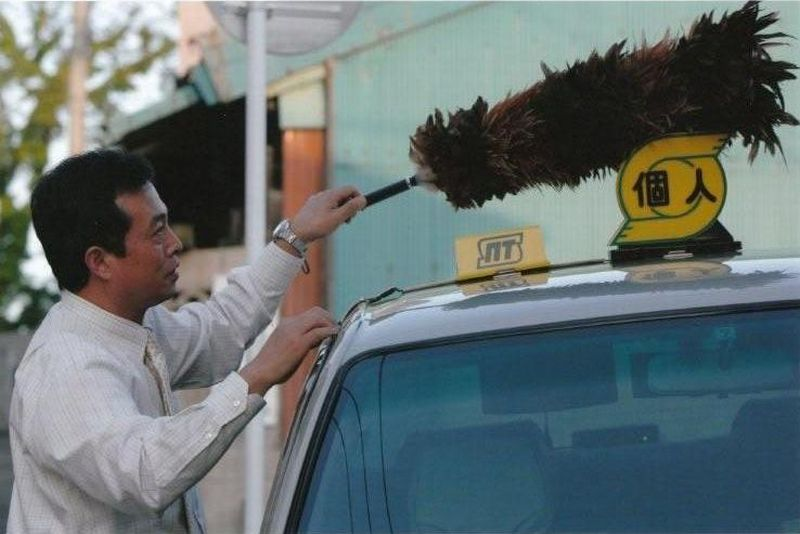
ニワトリ毛ばたきで自動車（タクシー）の屋根の上のほこりを払っている様子

毛ばたき（けばたき）または羽ばたきは、針金で羽毛が巻き付けられた木製の柄からなる掃除用具である。はたきの一種。羽毛の長さはほとんどの場合36から81 cmである。毛ばたきの中には柄ではなく羽毛を格納できるケーシングを持つものもある。羽毛はダチョウやニワトリのものが使われる。
毛ばたきは柔らかい箒やブラシと同じ機能を発揮するが、（絵画やペーパークラフトといった）繊細な表面からや（磁器やガラス製品といった）壊れやすい品物の周りに積った塵や埃を取り除くことだけを意図して作られている。毛ばたきは締まった領域や半端な部分や隅が多い部分の掃除に適している。個々の羽毛は柔軟で周囲を乱すことなく隙間に届き、細かい小羽枝がほこりを集めて取り除く「指」として働く。また、対象に直接触れずに毛ばたきで起こす風でちりを飛ばす掃除方法もある。
ダチョウ製やニワトリ製の毛ばたきは自動車のほこりを払う道具としても使われる。
掃除用具としての用途の他、農業において、バラ科の自家不和合性果実（リンゴ、ナシ、モモ、ウメ、サクランボなど）の栽培では、開花期に主力品種と受粉品種の樹を毛ばたきで交互に軽くなでて受粉させる「毛ばたき式人工受粉」が必須の技術となっている。

## 歴史

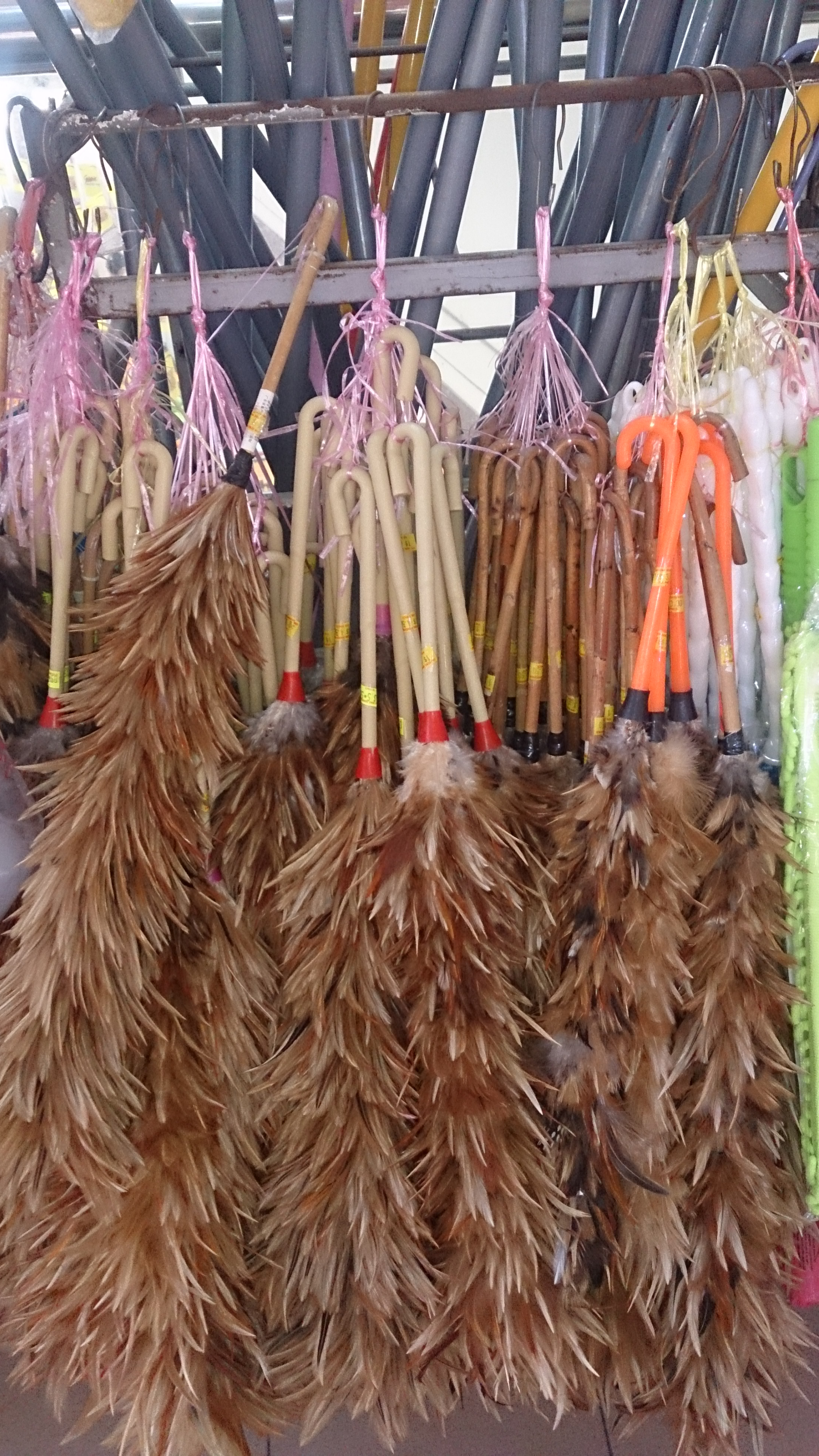
一般的なアジアのニワトリ（ガルス）毛ばたき。柄は竹製。

1870年、アメリカ合衆国アイオワ州ジョーンズ郡にある箒工場で毛ばたきの構想が浮かんだ。その日、ある農家がシチメンチョウの羽毛の束を工場へと持ってきて、ブラシを組み立てるのに使えないか尋ねた。E. E. Hoagがポケットナイフでシチメンチョウの羽毛を割き、短い箒の柄に取り付けた。しかしこれは使うには硬過ぎる代物だった。1874年、Hoag Duster Companyがアイオワ州で設立された。
1874年、アメリカ合衆国ウィスコンシン州ジェニーバ湖のスーザン・ヒバードが廃棄されたシチメンチョウの羽毛を毛ばたきに使用した。Hibbardは1874年11月13日に特許を申請し  (U.S. patent #177,939)、1876年5月30日に特許取得した。夫のジョージおよびNational Feather Duster Companyとの激しい法廷闘争の後、1881年12月にシカゴのアメリカ合衆国第7巡回区控訴裁判所はスーザンに毛ばたきの発明の優先権を与える有利な判決を下した。
Chicago Feather Duster Companyは1875年に設立された。会社は1906年12月22日にカフに対する特許を、1907年9月17日にヘッドに対する特許を取得した。
南アフリカのダチョウ羽ばたきは、伝道者で箒工場長のHarry S. Becknerによって1903年にヨハネスブルクで開発された。Becknerはダチョウの羽毛で工場の清掃機のための便利な道具を作ろうと考えた。初めて作ったダチョウ羽ばたきは、箒の柄を取り付けるために使われるのと同じ足踏み式巻き機と針金を使って作られた。
アメリカ合衆国で最初のダチョウ羽ばたき製造会社は1913年にHarry BecknerとGeorge Becknerの兄弟によってマサチューセッツ州アソルに作られ、現在はジョージのひ孫娘にあたるMargret Fish Rempherによって経営されている。
ダチョウ羽ばたきの最も大きなメーカーは、南アフリカ、オウツフルンにあるKlein Karoo Internationalである。

## 種類
毛ばたきに使われる羽毛にはいくかの種類が存在するが、ダチョウの羽毛が最もよく使われる。
黒色のダチョウ羽は雄の羽根で、非常に柔らかく、より「筋っぽい」。灰色のダチョウ羽は黒色のものよりも硬く、食料雑貨品店で売られていることが多い。フロス羽（綿羽）は最も柔く繊細な羽毛で、翼の下側から取れる。綿羽はより高価である。ニワトリ羽毛はダチョウ羽毛よりもとがっていて硬く、大抵は非常に低価格で売られている。
インドネシアとタイでは、通常ニワトリの羽毛と竹から毛ばたきが作られる。